# Promachus oklahomensis
Promachus oklahomensis là một loài ruồi trong họ Asilidae. Promachus oklahomensis được Pritchard miêu tả năm 1935. Loài này phân bố ở vùng Tân Bắc giới.